# Accelerate (álbum de Peter André)
Accelerate é um sétimo álbum de estúdio do cantor Peter André, lançado a 1 de Novembro de 2010.

## Faixas
1. "XLR8" - 3:31
2. "Defender" - 3:12
3. "Under My Skin" - 3:12
4. "Perfect Night" - 3:52
5. "After The Love" - 3:48
6. "Wondergirl" - 3:56
7. "Kiss & Tell" -	3:59
8. "Prisoner (DOA)" - 3:38
9. "Cry In Public" - 3:36
10. "Mercy On Me" - 5:00

| Críticas profissionais                                                      | Críticas profissionais |
| Avaliações da crítica                                                       | Avaliações da crítica  |
| Fonte                                                                       | Avaliação              |
| --------------------------------------------------------------------------- | ---------------------- |
| allmusic                                                                    | [ 3 ]                  |
| Esta tabela precisa de ser acompanhada por texto em prosa. Consulte o guia. |                        |

## Paradas
| Parada                        | Posições |
| ----------------------------- | -------- |
| Reino Unido - UK Albums Chart | 10       |